# Ectatosia invitticollis
Ectatosia invitticollis är en skalbaggsart som beskrevs av Stefan von Breuning 1961. Ectatosia invitticollis ingår i släktet Ectatosia och familjen långhorningar. Inga underarter finns listade i Catalogue of Life.